# Бурнас
Бурна́с (укр. Бурнас) — озеро, расположенное на юге Белгород-Днестровского района (Одесская область). Площадь водного зеркала — 26, 23 км². Тип общей минерализации — солёное. Происхождение — лиманное. Группа гидрологического режима — бессточное.

## География
Бурнас входит в группу озёр Тузловские лиманы. Озеро образовано на месте прежнего устья реки Алкалия. Отделено от Чёрного моря песчано-ракушечниковой пересыпью высотой до 1-2 м (до 2,9 м), бывают образовываются прорывы (шириной 100-300 м). Озёрная котловина водоёма неправильной удлинённой формы, вытянутая с северо-востока на юго-запад. Берега на севере извилистые и обрывистые с и без пляжей, высотой 13 (западный) и 7-11 (восточный) м. Южный берег пологий и повторяет линию перешейка с Черным морем. Берега расчленённые балками, есть косы. Озеро имеет два ответвления Солёное (Базарьян) (отделено дамбой с дорогой по ней, но сообщается проливом) и Курудиол (частично отделено). Западнее примыкает озеро Курудиол, еще западнее — Алибей. Озёра Шаганы, Алибей, Карачаус и Бурнас сообщаться между собой проливами и образовывают систему не отделённых (перешейками и косами) озёр. Восточнее озера расположено село и курорт Лебедёвка.
Для озеро характерно частичное пересыхание и засоление, вследствие падения уровня воды. Режим питания определяется поступлением морской воды через прорывами в пересыпи (шириной 100-300 м) и инфильтрацией морской воды, незначительными  притоком поверхностных вод, испарением. Солёность — средняя 17 ‰. Дно укрыто илами, есть лечебные грязи (толщиной 0,4 м, запасы – 3214 тис. м³).

## Природа
Водятся бычки, атерины, которые являются объектами промысла, а также стеногалинные моллюски, встречается кефаль. Экологическая ситуация удовлетворительная. 
Берега озера являются местами гнездования птиц. Система Сасык — Шаганы — Алибей — Бурнас получила статус международных водно-болотных угодий, как места поселений водоплавающих птиц и занесена в международный список Рамсарской конвенции об охране водно-болотных угодий.